# Primaire nucléaire Python
 (février 2017).
Le contenu est difficilement compréhensible vu les erreurs de traduction, qui sont peut-être dues à l'utilisation d'un logiciel de traduction automatique.
Selon le chercheur Chuck Hansen, le W34 Python est un primaire à fission, boosté par gaz, utilisé dans plusieurs modèles américains d'armes thermonucléaires.

## Description
Primaire est le terme technique pour désigner l'étage assurant la fission, déclencheur dans un engin thermonucléaire (ou bombe à fission), utilisé pour compresser, chauffer et allumer le combustible dans l'étage secondaire, thermonucléaire.
Les recherches de Hansen indiquent que le primaire W34 Python aurait été utilisé :
- comme étage primaire à fission boostée, associé à un deuxième étage thermonucléaire, dans les bombes atomiques US mégatonniques B28, W28, W40, et W49,
- seul, comme charge nucléaire de faible puissance, dans plusieurs autres armes : la Mark 45 ASTOR torpille lourde filoguidée de 19 pouces, lancée par sous-marin ; la Mark 101 Lulu, bombe nucléaire souterraine ; la Mark 105 Hotpoint.

En outre, un W34 Python anglicisé connu des Britanniques sous le nom Peter a été fabriqué en Grande-Bretagne en tant que primaire pour Red Snow , elle-même étant une ogive W28 anglicisée. Peter a également été proposé comme remplacement pour l'ogive Red Beard, logée dans une carcasse Red Beard, et comme la mine terrestre nucléaire Violet Mist pour la British Army, déployée en Allemagne.
Le W34 utilisait le Cyclotol, explosifs de haute puissance à charge coulée-fondue, variante de l'HMX, comme matériau pour ses lentilles d'implosion, et cet explosif relativement peu évolué préfigurant l'PBX était peut-être une des raisons pour lesquelles les Britanniques ont adopté cette ogive, alors même qu'ils s'attachaient à déployer rapidement des têtes thermonucléaires pour leurs bombardiers stratégiques, et qu'ils étaient performants dans la fabrication, le stockage et l'utilisation de ces explosifs de type coulé fondu.
Des documents déclassifiés de l'armée Britannique font référence à un Python de faible rendement et à des roquettes air-air AIR-2 Genie, envisagés par le Royaume-Uni pour leurs intercepteurs, ce qui suggèrerait qu'il y ait un lien avec le W25, l'ogive à faible rendement du Génie. Bien qu'il n'y ait pas de preuve concrète encore, le rendement à 11Kt de la W34 Python pourrait être dégradé à un niveau comparable à celui du W25 en excluant le boost par gaz.
Des preuves historiques indiquent que ces armes ont hérité d'un problème de fiabilité, que Hansen attribue à une erreurs de calcul pour établir la section efficace du tritium lors de la fusion. Les armes n'ont pas été testées de manière aussi complète que certains modèles antérieurs en raison d'un moratoire sur les essais nucléaires signé au milieu des années 1960, et le problème de fiabilité a été découvert et corrigé une fois le moratoire abandonné. La faille était apparemment la même que celle touchant à la conception du tsé-Tsé principal W44.

## Caractéristiques
Les caractéristiques de ces armes sont :
| Python primaire en fonction des armes nucléaires | Python primaire en fonction des armes nucléaires | Python primaire en fonction des armes nucléaires | Python primaire en fonction des armes nucléaires | Python primaire en fonction des armes nucléaires |
| ------------------------------------------------ | ------------------------------------------------ | ------------------------------------------------ | ------------------------------------------------ | ------------------------------------------------ |
| Modèle                                           | Rendement max (kt)                               | Diamètre (en)                                    | Longueur (en)                                    | Poids (lb)                                       |
| B28                                              | 1 450                                            | 22                                               | 170                                              | De 2 300                                         |
| W-28                                             | 1 450                                            | 20                                               | 60                                               | De 1 725                                         |
| W-40                                             | 10                                               | 18                                               | 32                                               | 385                                              |
| W-49                                             | 1 440                                            | 20                                               | 58                                               | 1 610                                            |
| W-34                                             | 11                                               | 17                                               | 32                                               | 320                                              |
| Possibles membres de cette famille               |                                                  |                                                  |                                                  |                                                  |
| W25                                              | 1.7                                              | 17.4                                             | 26.6                                             | 221                                              |